# Relaciones España-Serbia
Las Relaciones España-Serbia son las relaciones internacionales entre la República de Serbia y el Reino de España. España es un Estado miembro de la Unión Europea (UE) desde 1986, mientras que Serbia es un país candidato desde 2012 que está negociando su futura membresía, algo que España está apoyando firmemente. España, aunque históricamente neutral, en la actualidad es un estado miembro de la OTAN, mientras que Serbia es un país militarmente neutral con fuertes relaciones históricas con el Movimiento de Países No Alineados. En la relación internacional, ambos países apoyaban la posición de Argentina sobre la cuestión de las islas Malvinas con el Reino Unido en el pasado.
España es el segundo país de la Europa Occidental, y uno de los cinco países que son miembros de la UE (los otros son Chipre, Eslovaquia, Grecia y Rumania), que no reconoce la independencia unilateral de Kosovo y se opone activamente a su membresía en organizaciones internacionales como la Unesco y la Interpol. Además, España está apoyando la insistencia de Serbia en el establecimiento de una Comunidad de Municipios Serbios en Kosovo, según lo dispuesto por el Tratado de Bruselas, bajo los auspicios de la UE. El ministro de Asuntos Exteriores serbio, Ivica Dačić, ha afirmado que España es uno de los mejores amigos internacionales de Serbia.

## Historia diplomática
El Reino de España y el Reino de Serbia establecieron por primera vez relaciones diplomáticas el 14 de octubre de 1916. Tras el final de la Primera Guerra Mundial, Serbia quedó integrada en el Reino de Yugoslavia. Tras la guerra civil española y la Segunda Guerra Mundial las relaciones oficiales se rompieron. Yugoslavia, bajo el régimen de Josip Broz Tito, no reconocía el régimen de Francisco Franco y retiró su reconocimiento internacional en 1943, manteniendo desde esa fecha relaciones diplomáticas con la Segunda República española en el exilio. En 1977, se disolvió el régimen republicano y Yugoslavia y España reanudaron sus relaciones diplomáticas.
Durante la Guerra Fría, el régimen franquista potenció una rivalidad deportiva con los países socialistas, principalmente la URSS. Pese a que España y Yugoslavia no se reconocían mutuamente, ambos países tuvieron que enfrentarse en esta época en numerosas competiciones deportivas. La rivalidad deportiva con Yugoslavia, informal durante la etapa franquista, se oficializó y se mantuvo tras la muerte de Franco. 
En 1991, durante la disolución de Yugoslavia, el ministro de Asuntos Exteriores de España, Francisco Fernández Ordóñez, propuso al Consejo de Asuntos Exteriores de la Comunidad Económica Europea iniciar un rápido proceso de reconocimiento y ampliación con Yugoslavia como única vía para evitar la desintegración del país. España prefirió ser percibida como el jugador neutral en la región durante el conflicto, pero su política exterior simpatizaba con Serbia en general, que se percibía como el estado central del antiguo estado yugoslavo multinacional y diverso.

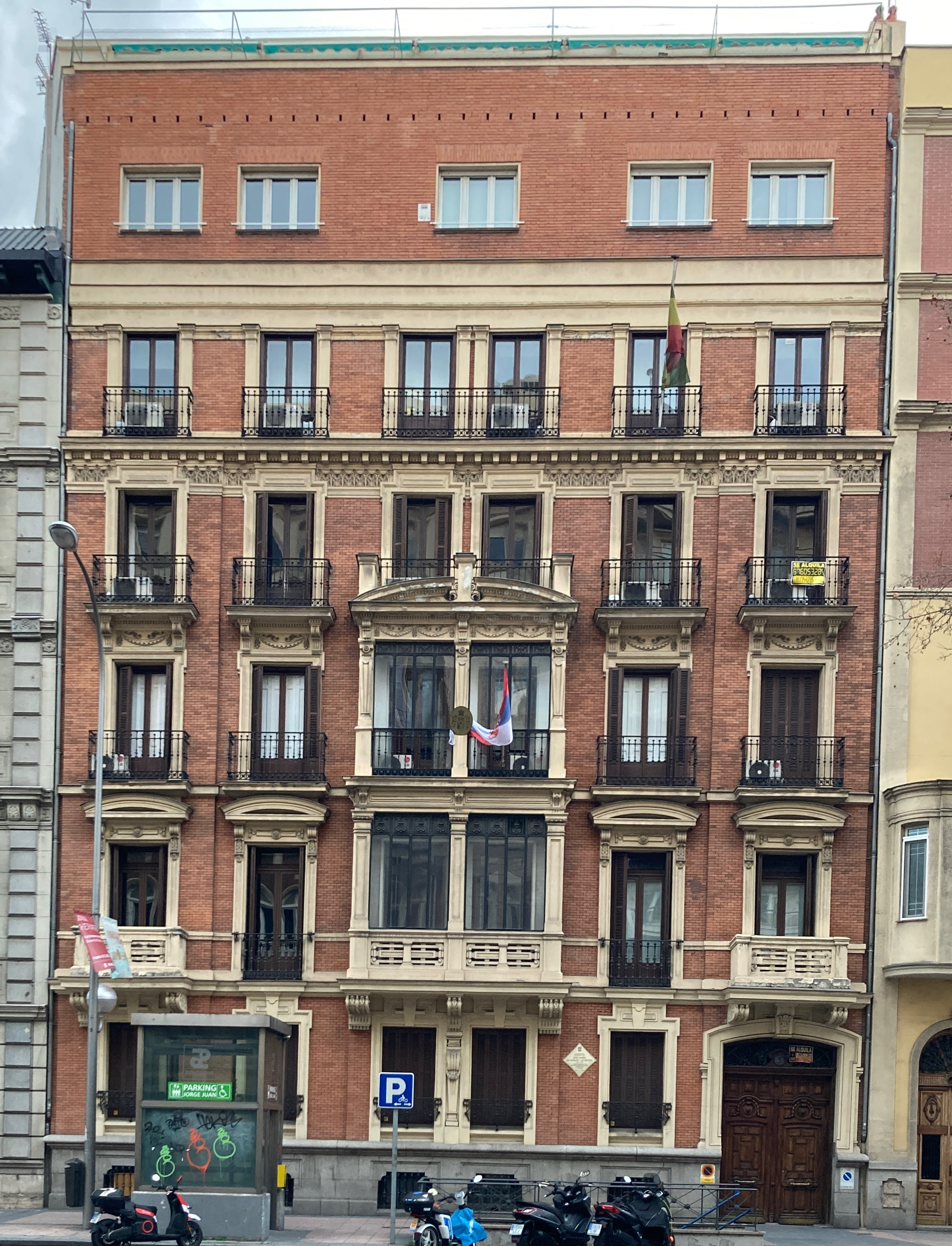
Embajada de Serbia en Madrid.

Tras la disolución de Yugoslavia y la proclamación de un Estado compuesto por las repúblicas de Serbia y Montenegro (conocida como la República Federal de Yugoslavia) a finales de abril de 1992, España en un inicio mantuvo al antiguo equipo diplomático yugoslavo para este nuevo país sucesor, una situación que duró hasta septiembre de ese mismo año. Debido a las sanciones económicas hechas durante guerra civil contra la nueva Yugoslavia por su participación militar en Croacia y Bosnia-Herzegovina, el Gobierno español congeló todo tipo de relaciones diplomáticas con la nueva Yugoslavia.
Bajo el liderazgo de José María Aznar, durante la guerra de Kosovo, España participó en los bombardeos sobre Yugoslavia como miembro de la OTAN y en la misión de paz de la ONU, denominada KFOR, con fuerzas de interposición. Al mismo tiempo, todos los partidos políticos españoles en el Parlamento español, con la excepción de la izquierda radical que tenía 23 de los 350 escaños, votaron a favor de la participación española en la intervención. Javier Solana, exministro de Asuntos Exteriores español, era el secretario general de la OTAN en ese momento. Sin embargo, la mayoría de la ciudadanía española (42%) se opuso a la participación de España en el conflicto, aunque un 38% de la población la apoyó.
Dos años después de la independencia de Montenegro y de la transformación de Yugoslavia en Serbia, en 2008, la Provincia autónoma de Kosovo y Metojia proclamó unilateralmente la independencia y declaró la "República de Kosovo" en el territorio provincial. Esto supuso la retirada de las fuerzas españolas de la KFOR, ya que la independencia no es reconocida por España, lo cual ha supuesto un nuevo acercamiento en las relaciones bilaterales. La prensa criticó la retirada española, pero el 70% de los ciudadanos españoles consideraron la retirada de Kosovo como una medida positiva. Dos semanas después de anunciar la retirada de KFOR, el Gobierno español anunció su decisión de retirar a los nueve policías españoles que formaban parte de la misión EULEX.
El 11 de enero de 2009, el ministro de Asuntos Exteriores de España, Miguel Ángel Moratinos, instó al Gobierno de los Países Bajos a desbloquear el Acuerdo de Estabilización y Asociación de Serbia con la Unión Europea, que en ese momento ya estaba firmado, cuya aplicación había sido vetada por los Países Bajos. Tras la recomendación del Consejo del 28 de febrero de 2012, Serbia recibió el estatus de candidato completo el 1 de marzo. El 28 de junio de 2013, el Consejo Europeo aprobó las conclusiones y recomendaciones del Consejo de Ministros para abrir negociaciones de adhesión para Serbia. España apoya firmemente las negociaciones de adhesión. Durante la crisis constitucional provocada por la proclamación de independencia de Cataluña de 2017, Serbia expresó un fuerte apoyo a la integridad territorial de España y a las acciones del Gobierno español. En la reunión del Servicio Europeo de Acción Exterior de 2018, los representantes españoles, junto con los del Grupo de Visegrado, debieron participar activamente en las negociaciones facilitadas por la UE entre Belgrado y Pristina.

## Misiones diplomáticas
- España tiene una embajada en Belgrado.
- Serbia tiene una embajada en Madrid.